# Yukiko Horiguchi
Pour les articles homonymes, voir Horiguchi.
Yukiko Horiguchi (堀口 悠紀子, Horiguchi Yukiko, née le 28 janvier 1983 à Yawata dans la préfecture de Kyoto) est une animatrice et illustratrice japonaise travaillant pour le studio Kyoto Animation. Elle est principalement connue pour avoir été character designer sur Lucky Star et K-ON!. Pour les light novels, elle utilise le pseudonyme Shiromizakana (白身魚).

## Anime
- Lucky Star (character design, chief animation director)
- K-On! (character design, chief animation director)
- Kokoro Connect (original character design)
- Tamako Market (character design, chief animation director)

## Light novels
- Lucky Star Yuruyuru Days
- Hayate no Gotoku! Nagi ga Tsukaima!? Yattoke Sekai Seifuku
- Tobira no Soto
- Zarathustra e no Kaidan
- Ryokuma no Machi
- Kokoro Connect
- Akaoni wa Mō Nakanai
- Buta wa Tondemo Tada no Buta?
- Tamako Market
- Aoi Haruno Subete (2014)